# 미생물

미생물(영어: microorganism, microbe, 微生物)은 맨눈으로는 관찰할 수 없는 작은 생물이다. 또한 미생물은 영어로 "microorganism"이라고 하는데, "micro"는 '작다'라는 의미를 가진 고대 그리스어로부터 파생되었다. 미생물에 대한 관찰과 연구는 1673년 안톤 판 레이우엔훅이 현미경을 발명하면서부터 본격적으로 시작되었다. 일반적으로 진균(fungi), 원생동물, 세균, 바이러스, 조류(algae) 등을 포함한다.

## 분류
미생물은 세포의 종류에 따라 다음과 같이 구분할 수 있다.

### 원핵세포(원핵 미생물)
원핵세포는 진핵세포에 비해 단순한 구조이며, 형태가 원시적이다. 핵과 세포기관이 없으며, 유전물질이 핵막에 둘러싸여 있지 않고 세포질의 핵양체(nucleoid)에 위치해 있다. 세균과 원핵조류가 여기에 속한다.

### 진핵세포(진핵 미생물)
진핵세포는 원핵세포보다 복잡한 구조를 가진 진화된 세포이다. 뚜렷한 핵막과 세포기관을 갖고 있다. 모든 동식물의 세포는 진핵세포이며, 조류(원핵조류 제외), 균류(진균), 원생동물 등의 고등미생물이 여기에 속한다.

### 바이러스(비세포성 미생물)
바이러스는 다른 종류의 미생물과 달리, 세포가 아니며, 세포막도 없다. 유전물질(DNA, RNA)과 단백질 껍질만으로 이루어져 있다.

## 역사
미생물은 현미경을 통해 발견되었다. 안톤 판 레이우엔훅이 미생물을 최초로 발견했을 때 사용한 현미경은 단식 현미경이었다. 하지만 이후 복식 현미경이 등장하였고, 현재는 이런 광학 현미경뿐만 아니라 전자 현미경이 발명되어 투과형에서 주사형(走査型)으로의 개발 및 개량이 진행되어 확대율이 향상되고, 높은 해상력(解像力) 입체상을 얻을 수 있게 되었다.

## 관련된 법
미생물은 일반적으로 크기가 작기 때문에 인간의 육안으로는 식별이 곤란한 생물을 말하나, 특허법상의 미생물이란 유전자, 벡터, 재조합벡터, 형질전환체, 융합세포, 재조합단백질, 모노클로날항체, 바이러스, 세균, 효모, 곰팡이, 버섯, 방선균, 단세포조류, 원생동물, 동식물의 세포, 조직배양물 등 특허 절차상 기탁 가능한 생물학적 물질(biological material)을 의미한다(생명공학분야 특허심사기준 1998. 3.).
미생물에 관계되는 발명을 특허출원하기 위해서는 그 미생물을 특허청장이 정하는 기탁기관 또는 특허절차상 미생물 기탁의 국제적인 승인에 관한 부다페스트 조약에 따른 국제기탁기관에 기탁하고 그 수탁증을 출원서에 첨부하여야 한다.

### 특허법 시행령 제2조(미생물의 기탁)
미생물에 관계되는 발명에 대하여 특허출원을 하고자 하는 자는 특허청장이 정하는 기탁기관 또는 특허절차상 미생물기탁의 국제적 승인에 관한 부다페스트조약 제7조의 규정에 의하여 국제기탁기관으로서의 지위를 취득한 기관(이하 "국제기탁기관"이라 한다)에 그 미생물을 기탁하고 특허출원서에 그 사실을 증명하는 서류(국제기탁기관에 기탁한 경우에는 특허절차상미생물기탁의국제적승인에 관한 부다페스트조약규칙 제7규칙에 의한 수탁증 중 최신의 수탁증사본)를 첨부하여야 한다.
다만, 당해 발명이 속하는 기술분야에서 통상의 지식을 가진 자가 그 미생물을 용이하게 입수할 수 있는 경우에는 이를 기탁하지 아니할 수 있다. 특허출원인 또는 특허권자는 제1항의 미생물의 기탁에 대하여 특허출원 후 새로운 수탁번호가 부여된 때에는 지체없이 그 사실을 특허청장에게 신고하여야 한다.

### 특허법 시행령 제3조 (미생물에 관계되는 발명의 특허출원명세서 기재)
미생물에 관계되는 발명에 대하여 특허출원을 하고자 하는 법 '제42조 제2항'의 규정에 의한 명세서를 기재함에 있어서 제2조 제1항 본문의 규정에 의하여 미생물을 기탁한 때에는 그 기탁기관 또는 국제기탁기관의 명칭·수탁번호 및 수탁연월일을, 제2조 제1항 단서의 규정에 의하여 그 미생물을 기탁하지 아니한 때에는 그 미생물의 입수방법을 기재하여야 한다.

## 같이 보기
- 생명의 카탈로그
- 미생물 배양
- 샬레
- 염색 (생물학)

## 참고 문헌
- Ricki Lewis 외,《LIFE》,6th Ed.,Mc Graw Hill(2009)
- Campbell et al, 《Biology》,8th Ed., Pearson(2008)